# Nacho Libre (videojuego)
Nacho Libre es un videojuego para la consola del Nintendo DS basado en la película del mismo título. El videojuego fue desarrollado por Budcat Creations para el Mejesco y estrenado en el mes de octubre del 2006 en los EE. UU. y el 2007 en Europa. El juego fue notable para el estilo de arte de la "Foto Puppety", dónde les quedan inmóviles las fotografías de los personajes de la película quiénes fueron usados en los modelos del 3D.

## Características

### General
- Los controles de los jugadores del 1 a los 21 luchadores (18 de la película y 3 personajes del bonus).
- Cada personaje tuvo la aplicación de la costumbre de los movimientos de la lucha libre.

### Modos del juego
- Modo de la Historia (un jugador, basado en el sinopsis de la película).
- Modo del Vs.
- Modo de la Etiqueta del Equipo (2 contra 2).
- Batalla del Atasco (2-4 jugadores).
- Partida Rápida.
- Partida del Campeonato (solo multijugador).

### Arenas
5 de las 6 arenas de la lucha libre del juego están basadas en los lugares de la película en la escritura:
- Pocilga - Dónde el joven Nacho luchó con un cerdo, basada en la escena eliminada de la película.
- Torneo de los Nuevos Luchadores - Dónde Nacho y Esqueleto tuvieron su primera partida.
- Arena Oaxaca - Dónde muchos de los luchadores partieron en el lugar de la película.
- Arena Final - Dónde Nacho tuvo su batalla final con Ramsés.
- Castillo Gipsy - Ésta es un ring del bonus diseñado alrededor del conjunto usado en la escena eliminada de la película.

### Multijugador
El juego tuvo 2 modos del multijugador que operaron por la vía de la conexión inalámbrica del DS:
- Multi-Carrera (2-4 jugadores, cada quién con su cartucho del juego).
- Una-Carrera (2-4 jugadores, descargado de un solo cartucho).

## Recepción
El GameSpot le dio al juego del Nacho Libre una calificación "mediocre" del 5.7/10 basada en la puntuación de la crítica del 5.5/10 y una puntuación del usuario del 5.4/10. Mientras que el IGN le dio al juego una calificación "mala" del 4.0/10 basada en la puntuación de la prensa del 5.3/10 y una puntuación del lector del 3.5/10. 
- Datos: Q11694918